# Royal Crown Derby

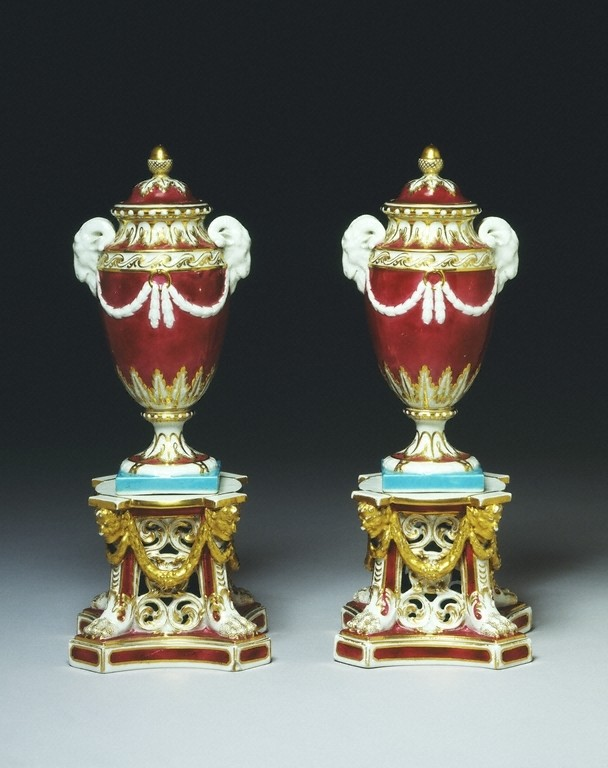
Пара ваз, 1772—1774, Derby Porcelain Factory

Royal Crown Derby Porcelain Company — компания-производитель фарфора, расположенная в великобританском городе Дерби. Известна своим высококачественным костяным фарфором, производит посуду с середины 1750-х.
История компании началась с того, что гугенот Андрю Планше (Andrew Planche) основал производство костяного фарфора. Он изготовлял небольшие фигурки животных, птиц. Высокое качество работ привело к знакомству с Уильямом Дьюсбери (William Duesbury; в музее Виктории и Альберта хранится договор Articles of Agreement between John Heath of Derby, in the County of Derby, Gentleman, Andrew Planche of ye same Place, China Maker and Wm. Duesbury of Longton, in ye County of Stafford, Enameller, датируемый 1756 годом), который к 1770 году купил известную компанию Chelsea China Works and the Bow moulds и постепенно перевёл мастеров оттуда в Дерби (например, в 1769 году на фабрику пришёл лучший скульптор того времени Джон Бэкон (John Bacon)); в 1773 году на London Showroom началось широкое признание работ фарфоровой компании Дерби.
В 1775 году Георг III разрешил внести в печать фабрики свою корону, что было свидетельством признания качества. В 1890 году так же поступила королева Виктория, она же даровала компании название Royal Crown Derby Porcelain Company. Стоит отметить также, что 27 июня 1949 года фабрику посещала королева Елизавета.
В 1776 году завод Дерби процветал, производя фарфоровые фигуры и вазы высокого качества; Дьюсбери приобрёл известную фабрику Боу (Bow) для улучшения репутации своего бизнеса. Купив этот завод, он вновь перенял лучший опыт и мастеров с переводом их на производство в Дерби. В этот период продукцию фабрики использовал для изготовления своих часов Бенджамин Вальями.
После смерти Уильяма Дьюсбери его сын, Уильям Дьюсбери II, задался целью сделать Derby China Works лучшей в Европе. Работы 1786-95 годов до сих пор представляют особый интерес для коллекционеров. В 1797 году в возрасте 34 лет он умер (его вдова вышла замуж за его партнёра, ирландца Майкла Кина, Michael Kean); после этого часть мастеров ушла на другие фабрики, что привело к временному ухудшению дел, до 1811 года, когда к руководству фабрикой пришёл Роберт Блур (Robert Bloor). Работы этого периода украшены в японском (имари) стиле. В 1877 году был открыт новый завод, и начался продолжающийся до сих пор период роста и диверсификации (например, в работу были внесены индийские и персидские стили).
Компания продолжала процветать даже в период Первой мировой войны, а в 1935 году приобрела King Street factory.
В разгар депрессии 1938 года Х. Т. Робинсон разработал стратегический план с оказавшимся позднее верным расчётом на то, что продукция фирмы будет иметь спрос в качестве экспортной продукции. В план было включено приобретение тридцати домов, создание программ подготовки кадров для расширения рядов квалифицированной рабочей силы (стоит отметить, что в военный и послевоенный период многие пенсионеры фабрики вернулись на свои рабочие места, таким образом передавая опыт более молодым сотрудникам) и, прежде всего, усовершенствование программы производства.
В 1964 году компания была приобретена S.Pearson and Son и стала частью Allied English Potteries group. Пирсоном также была куплена фарфоровая компания Royal Doulton. В 1981 году компания сделала пять пресс-папье для «дома-сокровища» Чатсуорт-хаус, резиденции герцогов Девонширских.
В 2000 году Хью Гибсон (Hugh Gibson), член семьи Пирсонов и бывший директор Royal Doulton, выкупает Royal Crown Derby, которая становится самостоятельной компанией.
Продукция компании Royal Crown Derby выставлена в ряде музеев — таких, как Музей Виктории и Альберта и Музей и художественная галерея Дерби.